# Suffield
Suffield est une ville située dans le comté de Hartford, dans l'État du Connecticut (États-Unis). Lors du recensement de 2010, Suffield avait une population totale de 15 735 habitants.

## Géographie
Selon le Bureau du Recensement des États-Unis, la superficie de la municipalité est de 42,94 milles carrés (111,21 km2), dont 42,26 milles carrés (109,45 km2) de terres et 0,68 milles carrés (1,76 km2) de plans d'eau (soit 1,58 %).

## Histoire
D'abord appelée Stony River, la ville faisait autrefois partie du Massachusetts. Son nom est probablement une abréviation de South Field (« champ du sud »). Suffield devient une municipalité en 1674.

## Démographie
Lors du recensement de 2010, la municipalité de Suffield comptait 15 735 habitants, dont 1 325 dans le census-designated place de Suffield Depot.
D'après le recensement de 2000, il y avait 13 552 habitants, 4 660 ménages, et 3 350 familles dans la ville. La densité de population était de 124,0 hab/km2. Il y avait 4 853 maisons avec une densité de 44,4 maisons/km2. La décomposition ethnique de la population était : 88,67 % blancs ; 6,95 % noirs ; 0,24 % amérindiens ; 0,94 % asiatiques ; 0,04 % natifs des îles du Pacifique ; 2,03 % des autres races ; 1,13 % de deux ou plus races. 4,25 % de la population était hispanique ou Latino de n'importe quelle race.
Il y avait 4 660 ménages, dont 32,8 % avaient des enfants de moins de 18 ans, 62,2 % étaient des couples mariés, 6,9 % avaient une femme qui était parent isolé, et 28,1 % étaient des ménages non-familiaux. 23,3 % des ménages étaient constitués de personnes seules et 11,6 % de personnes seules de 65 ans ou plus. Le ménage moyen comportait 2,55 personnes et la famille moyenne avait 3,04 personnes.
Dans la ville la pyramide des âges était 22,1 % en dessous de 18 ans, 8,0 % de 18 à 24, 31,7 % de 25 à 44, 24,1 % de 45 à 64, et 14,1 % qui avaient 65 ans ou plus. L'âge médian était 39 ans. Pour 100 femmes, il y avait 116,9 hommes. Pour 100 femmes de 18 ans ou plus, il y avait 121,1 hommes.
Le revenu médian par ménage de la ville était 66 698 dollars US, et le revenu médian par famille était $79 189. Les hommes avaient un revenu médian de $52 096 contre $35 188 pour les femmes. Le revenu par habitant de la ville était $28 171. 3,6 % des habitants et 1,8 % des familles vivaient sous le seuil de pauvreté. 2,5 % des personnes de moins de 18 ans et 6,2 % des personnes de plus de 65 ans vivaient sous le seuil de pauvreté.
| 1850  | 1860  | 1870  | 1880  | 1890  | 1900  |
| ----- | ----- | ----- | ----- | ----- | ----- |
| 2 962 | 3 260 | 3 277 | 3 225 | 3 169 | 3 521 |

| 1910  | 1920  | 1930  | 1940  | 1950  | 1960  |
| ----- | ----- | ----- | ----- | ----- | ----- |
| 3 841 | 4 070 | 4 346 | 4 475 | 4 895 | 6 779 |

| 1970  | 1980  | 1990   | 2000   | 2010   | - |
| ----- | ----- | ------ | ------ | ------ | - |
| 8 634 | 9 294 | 11 427 | 13 552 | 15 735 | - |

## Personnalités liées
- Alexander Sheldon (1766-1836), personnalité politique américaine